# 曼詹普尔
曼詹普尔（Manjhanpur），是印度北方邦Kaushambi县的一个城镇。总人口14150（2001年）。

## 人口
该地2001年总人口14150人，其中男性7522人，女性6628人；0—6岁人口2471人，其中男1248人，女1223人；识字率54.57%，其中男性为64.28%，女性为43.56%。